# Du lever bara en gång
Du lever bara en gång är en låt av den svenska punkrockgruppen Noice. Den släpptes som den sjunde låten på deras album Bedårande barn av sin tid som var släppt november 1980. "Du lever bara en gång" skrevs av sångaren/gitarristen Hasse Carlsson och basisten Peo Thyrén. 
Låten var släppt som en singel samma år och singelns B-sida var "Amerikanska bilar" som också var med på albumet. 
En live version av "Du lever bara en gång" finns med på deras album Live på Ritz släppt 1982. Den har även varit med på deras samlingsalbum H.I.T.S. släppt 1989, Flashback Number 12 släppt 1995, Svenska popfavoriter släppt 1998 och även albumet 17 klassiker släppt 2006.
När Noice återförenades spelade de in låten igen till deras albumet Vild, vild värld släppt 1995.
Låten är även med i filmen Mig äger ingen från 2013.

## Medverkande
- Hasse Carlsson – sång/gitarr
- Peo Thyrén – elbas
- Freddie Hansson – klaviatur
- Robert Klasen – trummor

## Listplaceringar
| Lista (1980–1981) | Placering |
| ----------------- | --------- |
| Sverige           | 6         |